# Bunaeopsis rothschildi
Bunaeopsis rothschildi är en fjärilsart som beskrevs av Le Cerf 1911. Bunaeopsis rothschildi ingår i släktet Bunaeopsis och familjen påfågelsspinnare. Inga underarter finns listade i Catalogue of Life.